# Alfonso Gómez (baloncestista)
Alfonso Birgir Gómez Söruson (Barcelona, 26 de septiembre de 2000) es un jugador de baloncesto hispano-islandés, que pertenece a la plantilla del Ármann Reykjavík. Con 1,98 metros de altura, juega en las posiciones de base y escolta.

## Trayectoria
Formado en las categorías inferiores del KR Reykjavík, debutó con el primer equipo en la temporada 2018-19.
La temporada 2019-20 la disputó con el KV Vesturbær, equipo vinculado del KR Reykjavík, siendo el máximo anotador de la 2. deild karla, tercera categoría del baloncesto islandés.
En abril de 2020, se confirmó su fichaje por parte del ÍR Reykjavík.
En enero de 2022 se marcha cedido al Hamar Hveragerði.
El 14 de junio de 2022 firma contrato con el Hamar, tras haber acabado el contrato con el ÍR.
En julio de 2024 amplía contrato con el Ármann, tras haber sido una pieza importante del equipo la temporada anterior.

## Personal
Hijo del exjugador también de baloncesto español, Alfonso Gómez Paz, exjugador entre otros del Grupo IFA y Joventut de Badalona.

## Clubes
- KR Reykjavík (2018-2020)
- →  KV Vesturbær (2019-2020)
- ÍR Reykjavík (2020-2022)
- →  Hamar Hveragerði (2022)
- Hamar Hveragerði (2022-2023)
- Ármann Reykjavík (2023-actualidad)